# Impasse de Conti
Impasse de Conti är en återvändsgata i Quartier de la Monnaie i Paris sjätte arrondissement. Gatan är uppkallad efter den närbelägna Quai de Conti. Impasse de Conti börjar vid Quai de Conti 13.

## Omgivningar
- Saint-Germain-des-Prés
- Rue Mazarine
- Rue Guénégaud
- Square Gabriel-Pierné
- Rue de Nevers
- Rue de Nesle
- Hôtel des Monnaies
- Hôtel Sillery-Genlis

## Bilder
| - Gatuskylt. - Saint-Germain-des-Prés. - Square Gabriel-Pierné. - Entrén till Hôtel Sillery-Genlis. |

## Kommunikationer
- Tunnelbana – linje  – Mabillon
- Busshållplats Pont Neuf – Quai des Grands Augustins – Paris bussnät
- Busshållplats Pont des Arts – Quai de Conti – Paris bussnät

### Webbkällor
- ”Impasse de Conti”. Mairie de Paris. https://web.archive.org/web/20150910072921/http://www.v2asp.paris.fr/commun/v2asp/v2/nomenclature_voies/Voieactu/2296.nom.htm. Läst 26 oktober 2023.
- ”Impasse de Conti”. Les rues de Paris. https://web.archive.org/web/20190720224438/http://www.parisrues.com/rues06/paris-06-impasse-de-conti.html. Läst 26 oktober 2023.